# 태풍 나리 (2007년)
태풍 나리(NARI)는 2007년 제11호 태풍이다. 2007년 9월 13일부터 9월 17일까지 활동했으며, 이 기간에 한반도에 상륙하여 특히 제주도에 큰 피해를 주었다. ‘나리’는 대한민국에서 제출한 이름으로, 식물 나리에서 온 이름이다.

## 발생과 진로

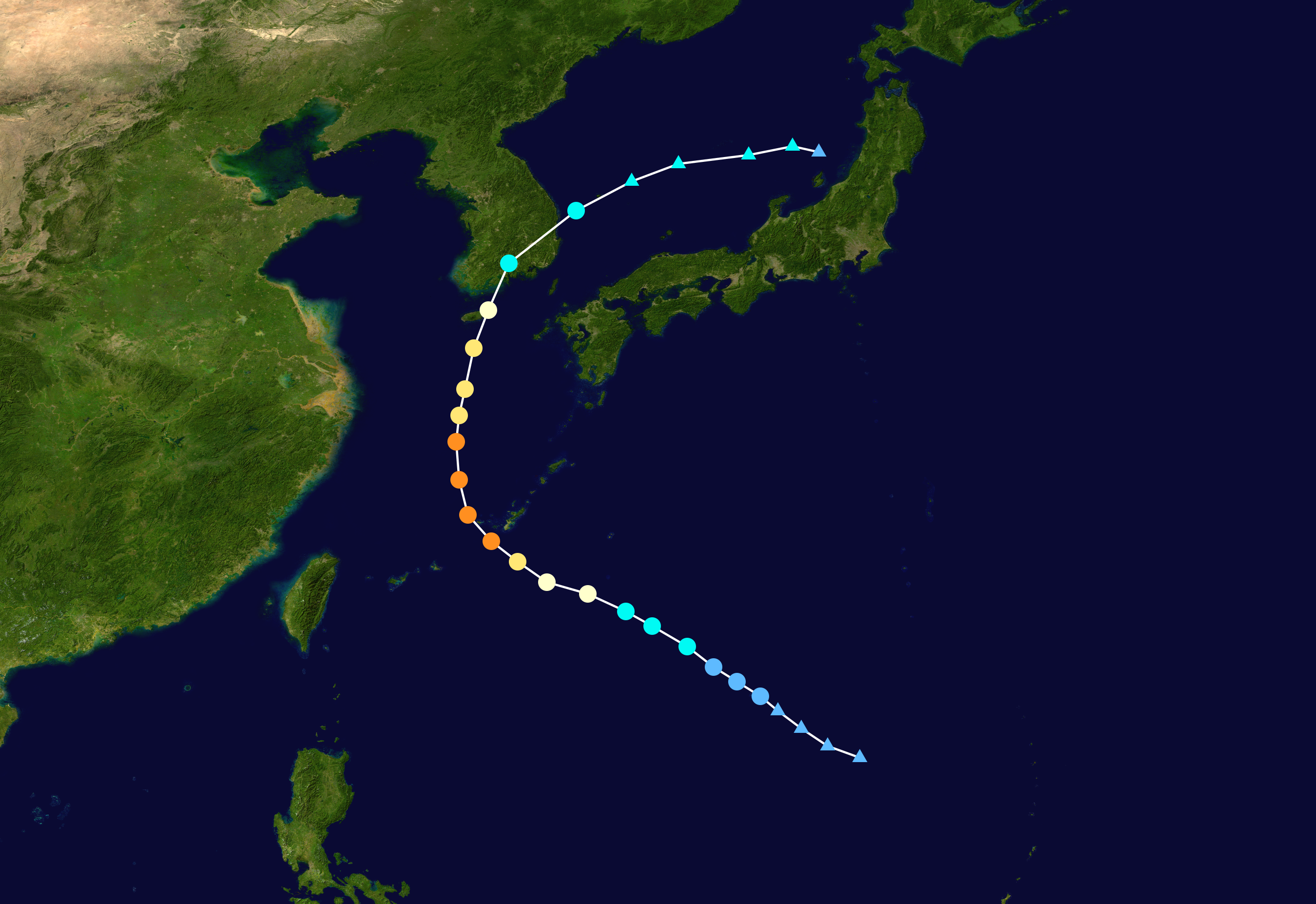
태풍 나리의 경로

태풍 나리가 된 열대저압부는 2007년 9월 11일 경부터 일본 오키나와섬 남동쪽 먼 해상에서 모습을 드러냈다. 이 때부터 지역특별기상센터는 태풍 발생 예보를 발표했고, 9월 13일에 '나리'는 태풍 급의 세력으로 발달했다.
발생 초기에 발표된 예보에서는 북서쪽으로 이동하다가 점차 북쪽으로 방향을 틀면서 대한민국 남해상으로 진출할 것으로 예상했고, 세력은 남해에 진출했을 때 중심 기압 990 hPa(강도 '약') 정도로 그리 크게 발달하지 못할 것으로 예상했다. 그러나 예보와는 달리 태풍은 서북서쪽으로 이동하면서 발생 24시간 만에 중심 기압 960 hPa, 강도 '강'의 태풍으로 급속도로 발달했다.
태풍은 9월 14일 오후 9시에 일본 오키나와섬 남서쪽 약 70 km 부근 해상에 위치했는데, 이때 이 태풍의 세력은 중심 기압 935 hPa, 중심 부근 최대 풍속 50 m/s (100 kt) 로 해석되어, 활동 기간 중 최고를 기록했다. 이러한 기록은 2003년 대한민국에 130명이 넘는 인명 피해를 발생시킨 태풍 매미에 버금가는 기록이다.
이후 이 태풍은 북쪽으로 이동하기 시작하면서 9월 16일 정오에는 서귀포 남쪽 20 km 부근 해상을 중심 기압 960 hPa, 중심 부근 최대 풍속 40 m/s의 강도 '강'의 세력으로 통과했다. 같은 날 저녁 전라남도 고흥군에 상륙하여 한반도 남부 내륙 지역을 관통했다. 9월 17일 자정 대한민국 기상청은 한반도 내륙에서 소멸했다고 발표했고, 이외의 예보 기관들은 9월 17일 오전에 한반도 내륙을 빠져나와 동해 상에서 소멸했다고 발표했다.

## 피해 상황

### 제주특별자치도
이 태풍은 9월 16일에 제주특별자치도의 동쪽 해안을 스쳐 지나갔는데, 이때 제주도에 엄청난 피해를 발생시켰다.
제주도는 예로부터 토양이 물빠짐이 좋아 홍수가 흔치 않은 지역이다. 그러나 태풍은 통과하면서 제주도에 시간당 100 mm 안팎의 폭우를 뿌렸다. 9월 16일 하루 동안 한라산 윗세오름에는 563.5 mm, 제주시에는 420 mm, 서귀포시에는 265.5 mm의 비가 내렸는데, 이는 1959년 내습한 태풍 사라의 제주도 1일 최대 강수량 267.5 mm을 훌쩍 뛰어넘는 기록이다. 이러한 유례없는 폭우 탓에 제주시의 4대 하천들은 모두 범람했고 이것이 큰 피해를 불러왔다.
또, 관광 자원의 피해도 컸는데, 폭우로 인한 급류에 밀려온 토사들이 천지연폭포에 돌섬을 만들었고, 한라산 Y계곡의 이끼폭포와 청류계곡 등 총 6곳이 산사태로 무너지는 등의 피해가 있었다.
피해가 커지면서 2007년 9월 20일에는 제주특별자치도 전체에 특별재난지역이 선포되었다.
- 인명 피해 : 사망 13명, 부상 1명
- 재산 피해 : 1600억여 원[4]

### 전라남도
태풍 나리는 9월 16일, 전라남도 고흥군에 상륙하며 전라남도는 직접적인 피해를 받았다. 9월 16일 하루 동안 고흥군에 239 mm, 완도군에 114 mm가 내렸다. 이에 피해액이 특별재난지역 선정기준을 충족시킨 전라남도 고흥군·보성군·완도군·화순군에 특별재난지역이 선포되었다.
- 재산 피해 : 872억 원[5]

## 대한민국 내 관련 통계
| 순위 | 태풍 번호   | 태풍 이름 | 최대 풍속 | 관측 연월일 | 관측 장소 |
| ---- | ----------- | --------- | --------- | ----------- | --------- |
| 1위  | 0314        | 매미      | 51.1 m/s  | 2003/9/12   | 고산      |
| 2위  | 1618        | 차바      | 49.0 m/s  | 2016/10/5   | 고산      |
| 3위  | 0012        | 프라피룬  | 47.4 m/s  | 2000/8/31   | 흑산도    |
| 4위  | 2009        | 마이삭    | 45.0 m/s  | 2020/9/3    | 고산      |
| 4위  | 5412        | 쥰        | 45.0 m/s  | 1954/9/14   | 울릉도    |
| 6위  | 0215        | 루사      | 43.7 m/s  | 2002/8/31   | 고산      |
| 7위  | 0711        | 나리      | 43.0 m/s  | 2007/9/16   | 고산      |
| 8위  | 1904년 태풍 | -         | 42.4 m/s  | 1904/8/18   | 목포      |
| 9위  | 1905년 태풍 | -         | 42.3 m/s  | 1905/9/2    | 목포      |
| 10위 | 1913        | 링링      | 42.2 m/s  | 2019/9/7    | 흑산도    |

| 순위 | 태풍 번호 | 태풍 이름 | 최대 순간 풍속 | 관측 연월일 | 관측 장소 |
| ---- | --------- | --------- | -------------- | ----------- | --------- |
| 1위  | 0314      | 매미      | 60.0 m/s       | 2003/9/12   | 제주      |
| 2위  | 0012      | 프라피룬  | 58.3 m/s       | 2000/8/31   | 흑산도    |
| 3위  | 0215      | 루사      | 56.7 m/s       | 2002/8/31   | 고산      |
| 4위  | 1618      | 차바      | 56.5 m/s       | 2016/10/5   | 고산      |
| 5위  | 1913      | 링링      | 54.4 m/s       | 2019/9/7    | 흑산도    |
| 6위  | 0711      | 나리      | 52.4 m/s       | 2007/9/17   | 울릉도    |
| 7위  | 1215      | 볼라벤    | 51.8 m/s       | 2012/8/28   | 완도      |
| 8위  | 9219      | 테드      | 51.0 m/s       | 1992/9/25   | 울릉도    |
| 9위  | 2009      | 마이삭    | 49.2 m/s       | 2020/9/3    | 고산      |
| 10위 | 8613      | 베라      | 49.0 m/s       | 1986/8/28   | 울진      |

## 같이 보기
- 태풍
- 2007년 태풍